# ヒッデ・テア・アフェスト
ヒッデ・テア・アフェスト（Hidde ter Avest  ，1997年5月20日 - ）は、オランダ・オーファーアイセル州ウィールデン出身のプロサッカー選手。FCユトレヒト所属。ポジションはDF。

## 来歴
2014年にFCトゥウェンテに入団。エールステ・ディヴィジ所属のBチームからのスタートとなり、8月22日のアルメレ・シティFC戦でプロデビュー。2014-15シーズン中にトップチームに昇格。翌2015-16シーズンから3シーズン、先発に定着した。
2018年8月15日、セリエAのウディネーゼ・カルチョへの移籍が発表された。

## 代表経歴
プロデビュー前の2012年より、ユース世代のオランダ代表でプレー。2014年にはマルタで開催されたUEFA U-17欧州選手権2014に、U-17代表の一員として出場し、準優勝に貢献した。